# 2-Methyl-1-propanol
2-Methyl-1-propanol (auch i-Butanol oder Isobutanol) gehört zur Gruppe der Alkanole, die wiederum zu den Alkoholen gehören.

## Vorkommen
Natürlich kommt 2-Methyl-1-propanol in Myrte (Myrtus communis), Meerträubel (Ephedra sinica), Lorbeer (Laurus nobilis), Grüner Minze, Römischer Kamille (Chamaemelum nobile), Luzerne (Medicago sativa), Echtem Hopfen, Schwarzen Johannisbeeren (Ribes nigrum), Ananas (Ananas comosus), Orangen, Sonnenblumen, Mais, Feigen (Ficus carica) und in Spuren in der Färberdistel (Carthamus tinctorius) vor.
Daneben ist es z. B. Bestandteil von Fuselölen.

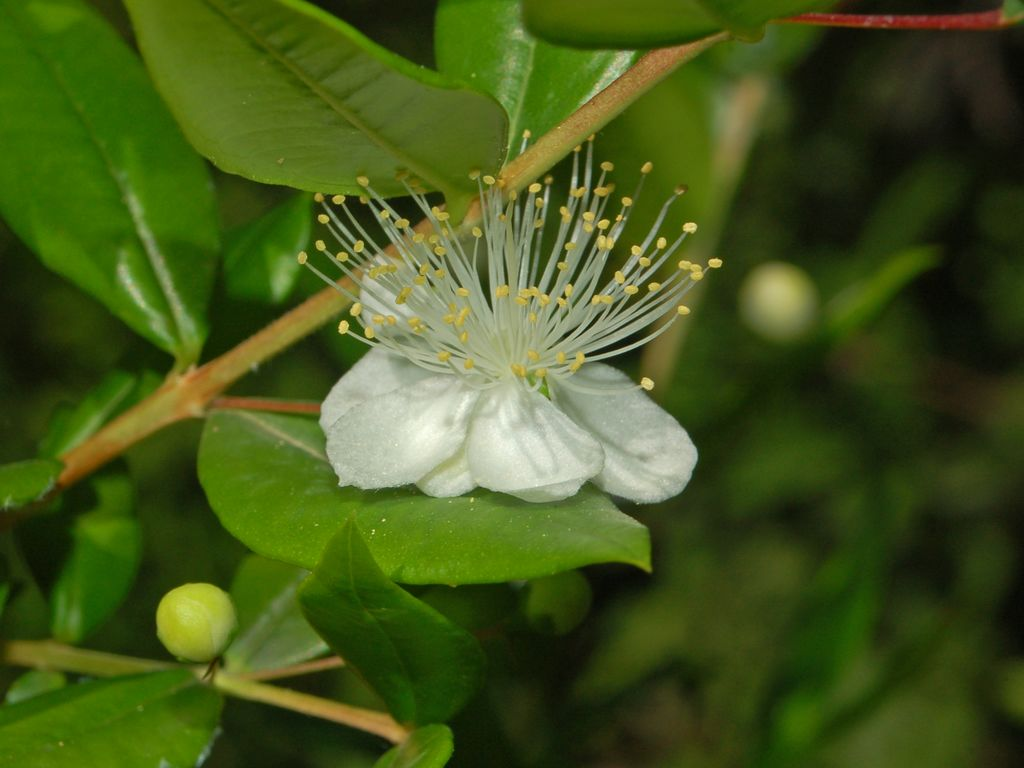
Myrte
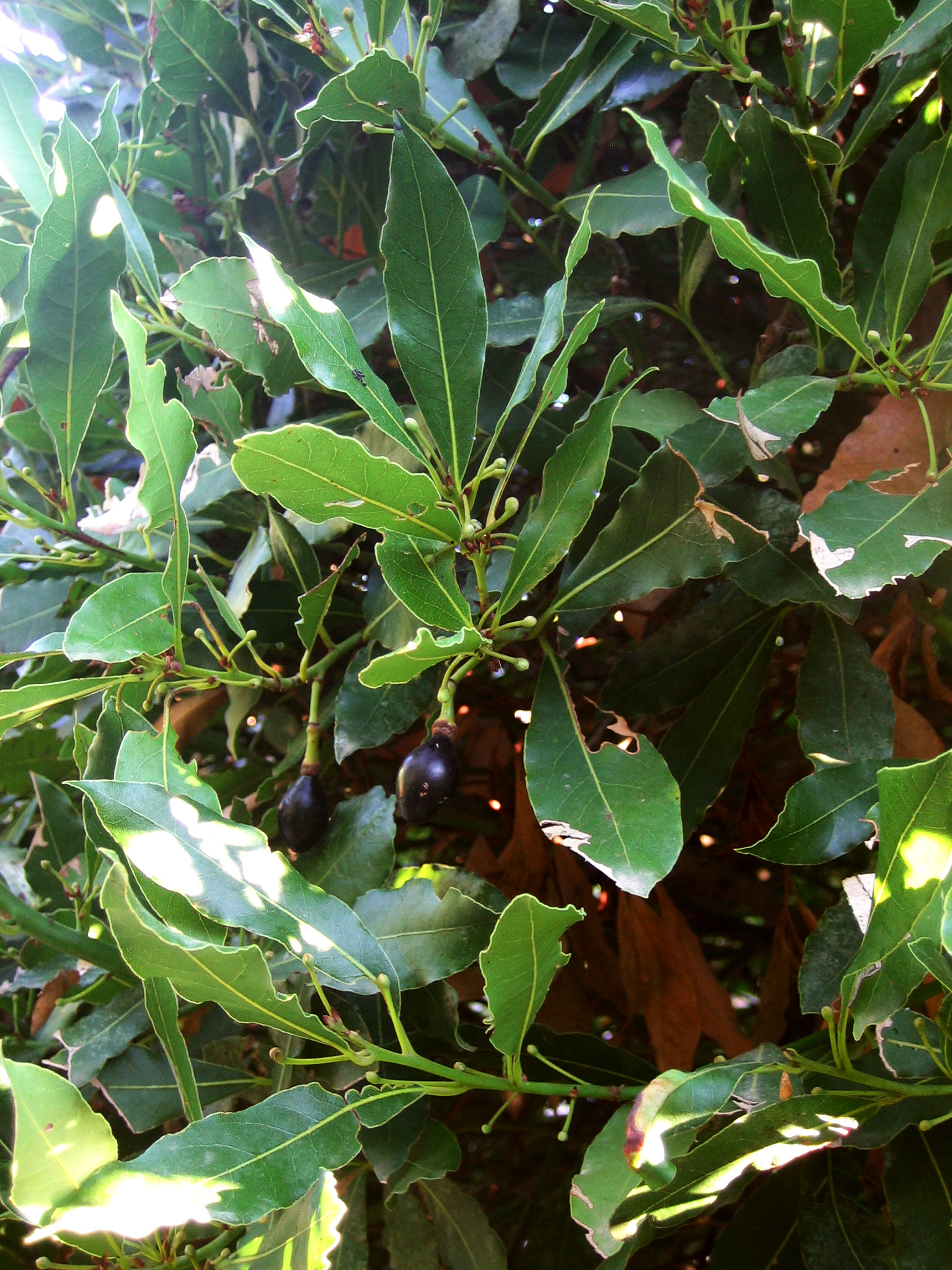
Lorbeer
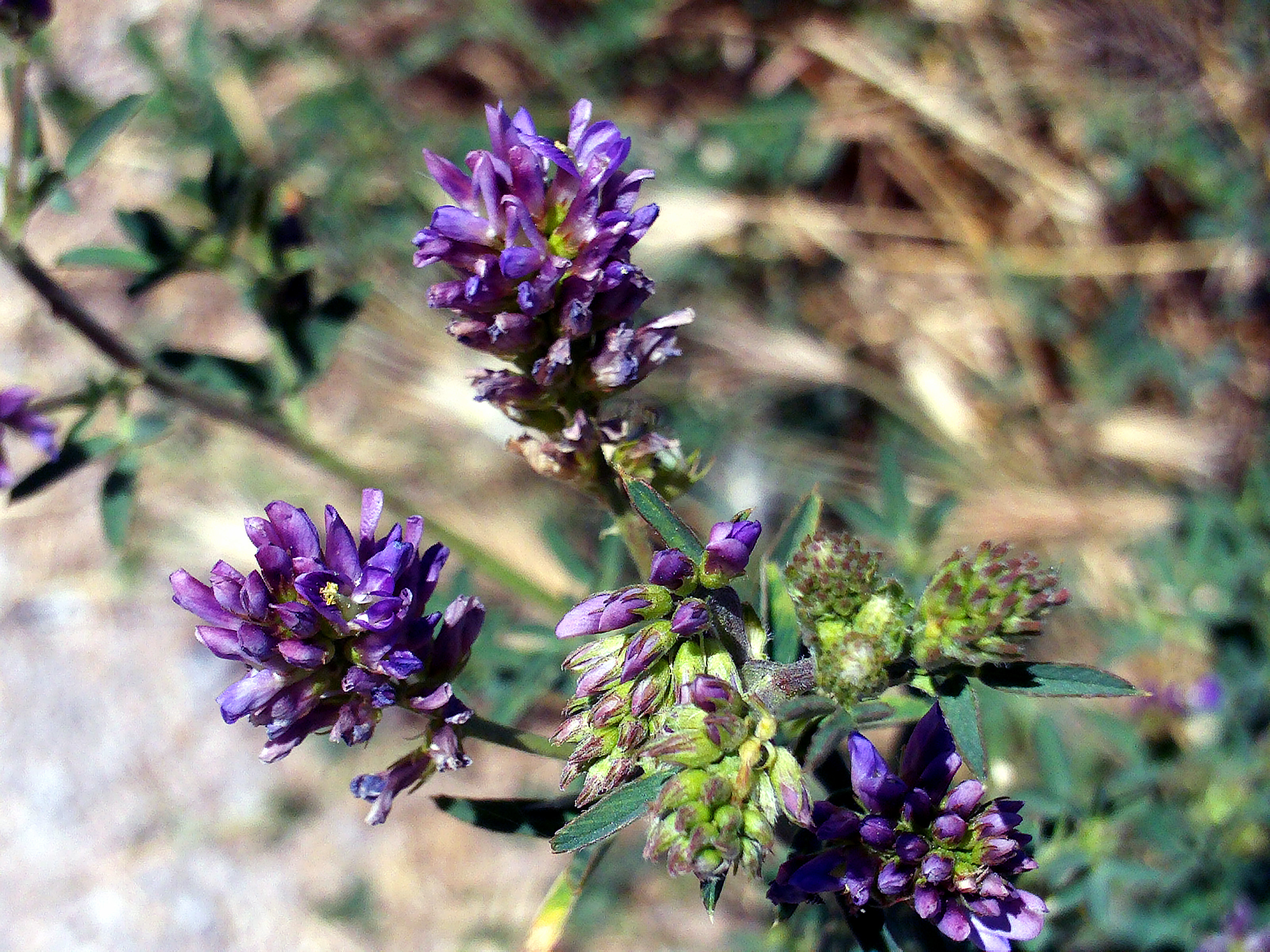
Luzerne
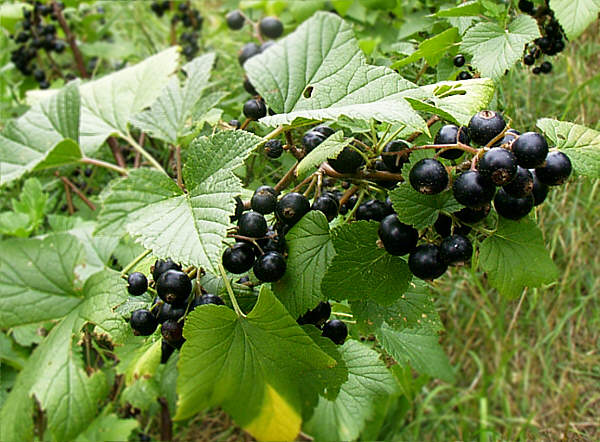
Schwarze Johannisbeere
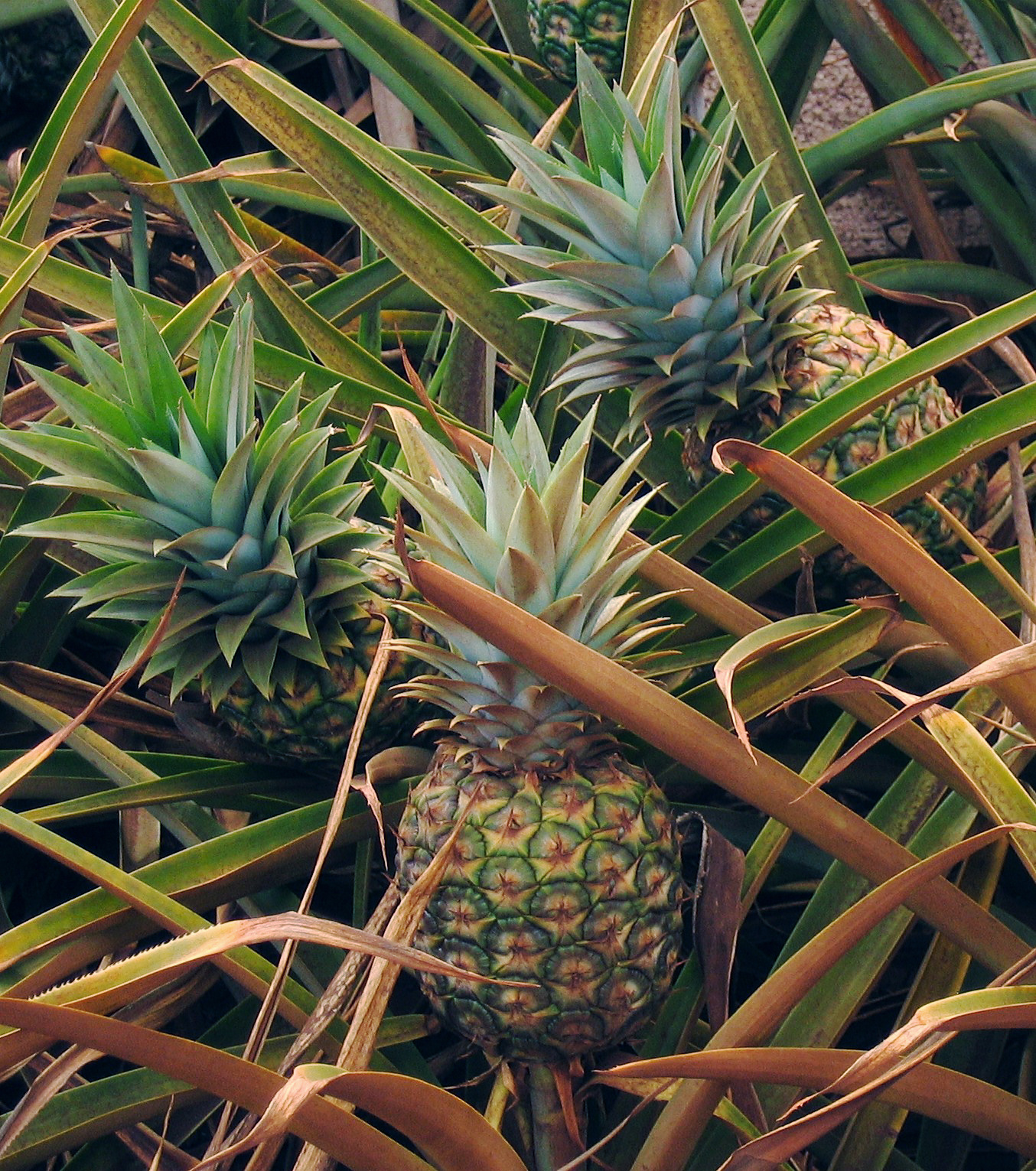
Ananas

## Gewinnung und Darstellung
Chemisch gewinnt man Isobutanol wie auch 1-Butanol durch Hydroformylierung oder Hydrocarbonylierung von Propen. Im Gegensatz zur Gewinnung von 1-Butanol arbeitet man hier mit dem anderen Reaktionsprodukt weiter und hydriert es:

Propen reagiert mit Kohlenstoffmonoxid und Wasserstoff zu Butanal und 2-Methylpropanal.

Das entstandene 2-Methylpropanal reagiert mit Wasserstoff zu 2-Methyl-1-propanol weiter.
Isobutanol kann mit Hilfe von Mikroorganismen biotechnologisch hergestellt werden. Dann dient es ähnlich wie 1-Butanol als regenerativer Biokraftstoff.

## Eigenschaften

### Physikalische Eigenschaften
2-Methyl-1-propanol ist eine farblose Flüssigkeit, die süßlich riecht. Wie alle Butanole ist auch 2-Methyl-1-propanol brennbar.
Man kann 2-Methyl-1-propanol mit allen gängigen organischen Lösungsmitteln wie Ether, Ethylenglycol, Alkoholen, Ketonen und Aldehyden beliebig mischen, in Wasser ist es jedoch nur begrenzt löslich.
Die Verbindung bildet mit einer Reihe anderer Lösungsmittel azeotrop siedende Gemische. Die azeotropen Zusammensetzungen und Siedepunkte finden sich in der folgenden Tabelle. Keine Azeotrope werden mit Methanol, Ethanol, n-Propanol, 2-Propanol, n-Butanol, 2-Butanol, Ethandiol, Chloroform, Aceton, Dibutylether, Ethylacetat, Isopropylacetat, n-Butylacetat, DMSO, Acetonitril und Schwefelkohlenstoff gebildet.
| Lösungsmittel              |       | Wasser | n-Hexan | n-Heptan | Cyclohexan | Dioxan |
| -------------------------- | ----- | ------ | ------- | -------- | ---------- | ------ |
| Gehalt 2-Methyl-1-propanol | in %  | 67     | 2       | 27       | 14         | 4      |
| Siedepunkt                 | in °C | 89     | 68      | 91       | 78         | 101    |
| Lösungsmittel              |       | Benzol | Toluol | Ethylbenzol | Xylol | Methylisobutylketon |
| -------------------------- | ----- | ------ | ------ | ----------- | ----- | ------------------- |
| Gehalt 2-Methyl-1-propanol | in %  | 8      | 45     | 80          | 88    | 91                  |
| Siedepunkt                 | in °C | 79     | 101    | 107         | 107   | 108                 |

### Chemische Eigenschaften
Reaktionen
Mögliche Reaktionen des 2-Methyl-1-propanol sind die Veresterung zu einem Ester, die Dehydrierung zu einem Aldehyd, die Oxidation zu einer Carbonsäure und die Eliminierung von Wasser unter Bildung eines Alkens.

2-Methyl-1-propanol reagiert mit Essigsäure zu Essigsäureisobutylester und Wasser.

Dehydration von 2-Methyl-1-propanol zu 2-Methylpropanal.

2-Methyl-1-propanol wird zu 2-Methylpropansäure oxidiert.

2-Methyl-1-propanol reagiert unter Wasserabspaltung zu 2-Methylpropen.

### Sicherheitstechnische Kenngrößen
2-Methyl-1-propanol bildet leicht entzündliche Dampf-Luft-Gemische. Die Verbindung hat einen Flammpunkt von 27 °C. Der Explosionsbereich liegt zwischen 1,7 Vol.-% (52 g/m3) als untere Explosionsgrenze (UEG) und 11 Vol.-% (340 g/m3) als obere Explosionsgrenze (OEG). In Korrelation der Explosionsgrenzen mit der Dampfdruckfunktion ergeben sich ein unterer Explosionspunkt von 26 °C und ein oberer Explosionspunkt von 59 °C. Der maximale Explosionsdruck beträgt 8,5 bar. Die Grenzspaltweite wurde mit 0,94 mm (50 °C) bestimmt. Es resultiert damit eine Zuordnung in die Explosionsgruppe IIA. Die Zündtemperatur beträgt 430 °C. Der Stoff fällt somit in die Temperaturklasse T2.

## Verwendung
Verwendung findet 2-Methyl-1-propanol in Derivaten als Lösungsmittel zur Synthese von Weichmachern und Estern, die als Riechstoff- und Aroma verwendet werden, aber auch als Lösungsmittel, Verdünner und Zusatz in Nitrocelluloselacken, synthetischen Harzen, Reinigungsmitteln, Druckfarben und in Kraftstoff. Vorwiegend wird es in der Lackindustrie verwendet und verbessert die Eigenschaften der Lacke. Testweise wird es zudem bereits im Langstrecken-Motorsport als Treibstoff verwendet.